# Anna Cernohorsky
Anna Cernohorsky (geboren am 13. September 1909 in Malschen, Böhmen, Österreich-Ungarn, heute Tschechien; gestorben am 18. September 2022 in Bautzen, Sachsen) war eine deutsche Schneiderin und Supercentenarian. Sie war nach dem Tod von Josefine Ollmann ab dem 16. Juli 2022 die älteste lebende Deutsche.

## Leben
Anna Cernohorsky wurde am 13. September 1909 geboren. Ihre Familie wurde nach dem Zweiten Weltkrieg aus der Tschechoslowakei vertrieben und lebte ab 1946 in Bautzen. Ihren Beruf als Damen-Maßschneiderin übte Cernohorsky auch in der DDR als Selbständige aus. Sie hatte drei Kinder.
Sie zog erst im Alter von 102 Jahren von ihrer Wohnung in ein Pflegeheim und beschäftigte sich bis ins hohe Alter mit Handarbeiten. Sie starb am 18. September 2022 kurz nach ihrem 113. Geburtstag.